# رود جانسين
رود جانسين (بالهولندية: Ruud Janssen)‏ هو فنان تشكيلي هولندي، ولد في 29 يوليو 1959 في تيلبورخ في هولندا.